# 邓运华
邓运华（1963年2月20日—），湖北红安人，石油地质专家、海洋石油勘探家，中国工程院院士，现任中国海洋石油总公司副总地质师、研究总院副院长。

## 履历[1]
- 1985年，毕业于江汉石油学院。
- 1988年，获中国石油勘探开发科学研究院石油地质硕士学位。
- 2015年，当选中国工程院院士。